# Buići (Župa dubrovačka)
Buići is een plaats in de gemeente Župa dubrovačka in de Kroatische provincie Dubrovnik-Neretva. De plaats telt 269 inwoners (2001).